# Mónica Sorín
Mónica Sorín Zocolsky (Argentina, 4 de julio de 1943) es una psicóloga, docente, investigadora y psicodramatista. Doctora en Psicología por la Universidad de La Habana, impartió cursos y talleres en una quincena de países de Europa y América. Su trabajo docente se caracteriza por integrar la interrogación teórica con el trabajo vivencial, corporal y psicodramático.

## Biografía
Estudió en la Facultad de Psicología de la Universidad de La Habana, donde obtiene la licenciatura en 1965 y el doctorado en 1981. Desde 2001 codirige (y dirige desde 2014) el Máster de Arteterapia Transdisciplinaria y Desarrollo Humano, inicialmente en ISPA y actualmente en el Instituto de Arteterapia Transdisciplinaria de Barcelona (IATBA)

## Publicaciones
Aparte de numerosos artículos y capítulos en libros colectivos, ha publicado los siguientes libros:

### Libros
- Humanismo, patriotismo e internacionalismo en escolares cubanos. Ed. Ciencias Sociales, La Habana (1985)
- Siglo XX: ¿crisis del amor? Ed. Ciencias Sociales (1987)
- Padres e hijos:¿amigos o adversarios? Ed. Ciencias Sociales. La Habana (1990)
- Introducción al psicodrama. co autora con A. Minujin. Ed. Universidad de La Habana, (1990)
- Creatividad: ¿cómo, por qué, para quién?”. Ed. Labor, Barcelona (1992)
- Niñas y niños nos interpelan: violencia, prosocialidad y producción infantil de subjetividades. Edición simultánea: Ed. Nordan, Montevideo (2004) y Ed. Icaria Barcelona (2004)
- El arte y la persona. Arteterapia: esa hierbita verde. (co compiladora y autora). Ed. ISPA, Barcelona (2011)
- Cuba, tres exilios. Memorias indóciles. Ed. Verbum,[3] Madrid (2015)

### Piezas teatrales
- Juanito en el país de los bambúes. Su obra de teatro para niños fue representada en el Teatro Nacional de Guiñol Cuba, bajo la dirección del maestro Modesto Centeno (1973)
- Viet nam o aprendiendo el futuro. Obra testimonial que fue recomendada por el premio Casa de las Américas 1973 y representada en Teatro Estudio.

## Distinciones
- Diploma “Fundadores de la Facultad de Psicología”, Universidad de La Habana (1982)
- Medalla de la Amistad, otorgada por el Consejo de Estado de la República de Vietnam (1983)